# Чернов Віктор Володимирович
Ві́ктор Володи́мирович Черно́в (1978—2022) — старший солдат Збройних Сил України, учасник російсько-української війни, який загинув під час російського вторгнення в Україну.

## Життєпис
Віктор Чернов народився в Калуші. Був старшим із трьох дітей. Брав участь у бойових діях з 2015 року в складі 24-ї окремої механізованої бригади, служив снайпером-розвідником. Під час його служби опіку над сином взяла рідна сестра. Загинув 23 квітня 2022 року внаслідок бойового зіткнення та масованого артилерійського обстрілу поблизу селища Катеринівка Луганської області. Похований 28 квітня 2022 року на Алеї Героїв у селі Чукалівка Івано-Франківської області.

## Вшанування пам'яті
3 лютого 2023 року Вікторові Чернову надали звання «Почесний громадянин міста Івано-Франківська». Відповідне рішення депутати ухвалили на сесії Івано-Франківської міської ради.

## Нагороди
- Орден «За мужність» III ступеня (2022) (посмертно) — за особисту мужність і самовіддані дії, виявлені у захисті державного суверенітету та територіальної цілісності України, вірність військовій присязі[4].

- 6 квітня 2023 року Руслан Марцінків передав державні нагороди родичам полеглих бійців, серед яких — медаль «За військову службу Україні» Віктора Чернова[5].